# Unión Demócrata Cristiana (Nicaragua)

Bandera de la Unión Demócrata Cristiana (UDC), partido político de Managua, Nicaragua.

La Unión Demócrata Cristiana (UDC) es un partido político de Nicaragua fundado en 1992, de orientación demócratacristiana, mediante la fusión del Partido Popular Social Cristiano (PPSC) y el Partido Democrático de Confianza Nacional (PDC).

## Fundación
En 1992 el PPSC y el PDC, miembros fundadores de la coalición oficialista Unión Nacional Opositora (UNO, alianza de 14 partidos opositores al Frente Sandinista de Liberación Nacional, FSLN) fundaron la UDC como partido opositor al gobierno, debido a que la Presidenta de la República Violeta Chamorro y su yerno Antonio Lacayo Oyanguren (ministro de la Presidencia y quien fue presidente de la coalición) marginaron a la alianza que los llevó al poder.

## Actualidad
Actualmente desde el 2012 la Unión Demócrata Cristiana no es miembro de la Convergencia Nacional, una coalición de partidos afines al oficialista FSLN actualmente en el poder desde 2007.
El presidente del partido Unión Demócrata Cristiana Wendy Puerto Molina, quien fue elegida en el 2015, después de haber sido Vicepresidente de la organización política, desde el 21 de mayo de 2012.
En el año 2012 decidieron participar en el proceso electoral municipal, presentaron sus actas ante le CSE, habiendo completado 123 municipios de los 153 que existen en la actualidad, la ley electoral de Nicaragua permite presentar en el 80% de los municipios con el 80% de los candidatos, durante el proceso de revisión de las actas de los candidatos, el CSE no subsano sus actas y posteriormente fueron notificados que no podían participar en el proceso, contradiciendo la Constitución de la República de Nicaragua, en marzo del 2013 se les retiró su derecho a tener una personería jurídica para continuar participando en los siguientes procesos electorales. Actualmente se encuentran consolidados y trabajan fuertemente por un Proyecto con Visión de Nación.
- Datos: Q7024436